# Lincoln nel Bardo
Lincoln nel Bardo è un romanzo dello scrittore statunitense George Saunders edito nel 2017. Si tratta del primo lavoro sulla lunga distanza del suo autore ed è diventato un bestseller del New York Times il 5 marzo 2017. Saunders è meglio noto per i suoi racconti brevi, gli articoli e gli occasionali saggi.
Il romanzo ha luogo durante e dopo la morte del figlio di Abramo Lincoln, William Wallace detto "Willie", analizzando i sentimenti del Presidente dopo la perdita. La maggior parte della narrazione ha luogo nel bardo, uno spazio sospeso tra la vita e la morte, e si dipana nel corso di una singola nottata.
Lincoln nel Bardo ha ricevuto l'acclamazione della critica, venendo premiato con il Man Booker Prize 2017.

## Sviluppo
Saunders in origine non aveva intenzione di scrivere un romanzo, avendolo evitato in passato. La storia di Lincoln e del figlio gli era rimasta però impressa, decidendo infine di dedicarvisi. Il romanzo è iniziato quindi come un racconto breve ma è cresciuto nel corso del tempo.
Per scrivere il libro, Saunders ha condotto ricerche esaustive su Lincoln e la Guerra civile, leggendo libri come Patriotic Gore di Edmund Wilson del 1962. Ha poi riarrangiato le fonti storiche, includendone estratti nel lavoro. Molte di queste fonti sono citate nel libro, assieme ad altre di fittizie.
Saunders ha affermato di "essere stato spaventato di scrivere questo libro". Preoccupato riguardo alla sua abilità di ritrarre Lincoln, ha deciso di limitare la sua caratterizzazione a una singola notte, dicendo che il processo di scrittura è divenuto "non facile ma più facile, perché sapevo solamente dove si trovava nel suo percorso da presidente".

## Accoglienza

### Accoglienza della critica
Lincoln nel Bardo è stato acclamato dalla critica letteraria, con l'aggregatore di recensioni Bookmarks che ne ha riportate solo tre di miste (e nessuna negativa) su un totale di 42. Il romanzo ha vinto il Man Booker Prize 2017.
Il romanzo è stato paragonato alla raccolta poetica di Edgar Lee Masters Antologia di Spoon River, pubblicata nel 1915. Alcuni critici hanno fatto tale accostamento favorevolmente, a differenza di altri.

### Vendite
Il romanzo è stato un best seller, venendo incluso sia nella lista del New York Times che in quella di USA Today.

## Edizioni
- George Saunders, Lincoln nel Bardo, Feltrinelli, 2017, ISBN 978-88-07-03254-7.